# Rucikî, Hadeaci
Rucikî (în ucraineană Ручки) este o comună în raionul Hadeaci, regiunea Poltava, Ucraina, formată numai din satul de reședință.

## Demografie
Componența lingvistică a comunei Rucikî
     Ucraineană (98,23%)
     Rusă (1,65%)
     Alte limbi (0,12%)
Conform recensământului din 2001, majoritatea populației comunei Rucikî era vorbitoare de ucraineană (98,23%), existând în minoritate și vorbitori de rusă (1,65%).